# Trudi Musgrave
Trudi Musgrave (Newcastle, 10 september 1977) is een tennisspeelster uit Australië.
Zij begon op zevenjarige leeftijd met tennis. Zij speelt linkshandig en heeft een enkelhandige backhand.
In 1994 won zij het Australian Open voor junioren. Twee jaar later speelde zij voor het eerst op een grandslamtoernooi op het Australian Open.

## Loopbaan

### Enkelspel
Musgrave debuteerde in 1993 op het ITF-toernooi van Mildura (Australië). Zij stond in 1995 voor het eerst in een finale, op het ITF-toernooi van Felixstowe (Engeland) – zij verloor van de Australische Shannon Peters. In 1999 veroverde Musgrave haar eerste titel, op het ITF-toernooi van Corowa (Australië), door landgenote Rochelle Rosenfield te verslaan. In totaal won zij drie ITF-titels, de laatste in 2003 in Port Pirie (Australië).
In 1996 kwalificeerde Musgrave zich voor het eerst voor een WTA-hoofdtoernooi, op het toernooi van Birmingham. Zij bereikte er de tweede ronde.
Op de grandslamtoernooien speelde zij driemaal in het enkelspel, op het Australian Open – zij kwam nooit verder dan de eerste ronde.

### Dubbelspel
Musgrave behaalde in het dubbelspel betere resultaten dan in het enkelspel. Zij debuteerde in 1993 op het ITF-toernooi van Nuriootpa (Australië), samen met landgenote Jodie Richardson. Zij stond in 1994 voor het eerst in een finale, op het ITF-toernooi van Kugayama (Japan), samen met landgenote Annabel Ellwood – hier veroverde zij haar eerste titel, door het Koreaanse duo Kim Il-soon en Park In-sook te verslaan. In totaal won zij 41 ITF-titels, de laatste in 2010 in Rome (Italië).
In 1995 speelde Musgrave voor het eerst op een WTA-hoofdtoernooi, op het toernooi van Sydney, samen met landgenote Jane Taylor. Zij stond eenmaal in een WTA-finale, op het toernooi van Bali in 2006, samen met de Zuid-Afrikaanse Natalie Grandin – zij verloren van het Amerikaanse koppel Lindsay Davenport en Corina Morariu.
Haar beste resultaat op de grandslamtoernooien is het bereiken van de kwartfinale, op Roland Garros 2002. Haar hoogste notering op de WTA-ranglijst is de 62e plaats, die zij bereikte in mei 2003.

## Posities op deWTA-ranglijst
Positie per einde seizoen:
| jaar | ranking enkelspel | ranking dubbelspel |
| ---- | ----------------- | ------------------ |
| 1994 | 466               | 291                |
| 1995 | 342               | 249                |
| 1996 | 239               | 169                |
| 1997 | 260               | 137                |
| 1998 | 287               | 110                |
| 1999 | 236               | 136                |
| 2000 | 239               | 102                |
| 2001 | 332               | 141                |
| 2002 | 282               | 77                 |
| 2003 | 318               | 65                 |
| 2004 | 418               | 209                |
| 2005 | 520               | 150                |
| 2006 | 321               | 107                |
| 2007 | 655               | 387                |
| 2008 | 674               | 501                |

## Palmares
| Legenda                |
| ---------------------- |
| Grandslamtoernooi      |
| Olympische Spelen      |
| Year-End Championships |
| Tier I                 |
| Tier II                |
| Tier III               |
| Tier IV & V            |

### WTA-finaleplaatsen enkelspel
geen

### WTA-finaleplaatsen vrouwendubbelspel
| nr.              | finale     | toernooi | ondergrond | partner         | tegenstandsters                  | score    |         |
| ---------------- | ---------- | -------- | ---------- | --------------- | -------------------------------- | -------- | ------- |
| gewonnen finales |            |          |            |                 |                                  |          |         |
| geen             |            |          |            |                 |                                  |          |         |
| verloren finales |            |          |            |                 |                                  |          |         |
| 1.               | 2006-09-17 | WTA Bali | hardcourt  | Natalie Grandin | Lindsay Davenport Corina Morariu | 3-6, 4-6 | details |

## Resultaten grandslamtoernooien
| Legenda | Legenda                          |
| ------- | -------------------------------- |
| g.t.    | geen toernooi gehouden           |
| l.c.    | lagere categorie                 |
| –       | niet deelgenomen                 |
| G       | uitgeschakeld in de groepsfase   |
| 1R      | uitgeschakeld in de eerste ronde |
| 2R      | uitgeschakeld in de tweede ronde |
| 3R      | uitgeschakeld in de derde ronde  |
| 4R      | uitgeschakeld in de vierde ronde |
| KF      | uitgeschakeld in de kwartfinale  |
| HF      | uitgeschakeld in de halve finale |
| F       | de finale verloren               |
| W       | het toernooi gewonnen            |
| w-v     | winst/verlies-balans             |

### Enkelspel
| Australian Open | 1R | 1R | 1R |
| Roland Garros   | –  | –  | –  |
| Wimbledon       | –  | –  | –  |
| US Open         | –  | –  | –  |

### Vrouwendubbelspel
| Toernooi        | 1996 | 1997 | 1998 | 1999 | 2000 | 2001 | 2002 | 2003 | 2004 | 2005 | 2006 | 2007 | 2008 |
| --------------- | ---- | ---- | ---- | ---- | ---- | ---- | ---- | ---- | ---- | ---- | ---- | ---- | ---- |
| Australian Open | 1R   | 1R   | 2R   | 1R   | 3R   | 1R   | 1R   | 1R   | 1R   | 2R   | 2R   | 1R   | 1R   |
| Roland Garros   | –    | –    | 1R   | 1R   | 1R   | 2R   | KF   | 1R   | –    | –    | –    | –    | –    |
| Wimbledon       | –    | –    | 1R   | –    | 1R   | 1R   | 2R   | 2R   | –    | 2R   | –    | –    | –    |
| US Open         | –    | –    | 1R   | –    | 1R   | –    | 1R   | 3R   | –    | –    | –    | –    | –    |